# Communauté de communes des Sources de la Creuse
Die Communauté de communes des Sources de la Creuse ist ein ehemaliger französischer Gemeindeverband mit der Rechtsform einer Communauté de communes im Département Creuse in der Region Nouvelle-Aquitaine. Sie wurde am 28. Dezember 2001 gegründet und umfasste zuletzt 11 Gemeinden. Der Verwaltungssitz befand sich im Ort La Courtine.

## Historische Entwicklung
Mit Wirkung vom 1. Januar 2017 fusionierte der Gemeindeverband mit folgenden anderen Verbänden aus dem benachbarten Département Corrèze:
- Communauté de communes du Pays d’Eygurande,
- Communauté de communes des Gorges de la Haute Dordogne,
- Communauté de communes Ussel-Meymac-Haute Corrèze sowie
- Communauté de communes Val et Plateaux Bortois

Er bildete so die Nachfolgeorganisation Haute-Corrèze Communauté, die somit einen Département-übergreifenden Status besitzt.

## Ehemalige Mitgliedsgemeinden
1. Beissat
2. Clairavaux
3. La Courtine
4. Féniers
5. Magnat-l’Étrange
6. Malleret
7. Le Mas-d’Artige
8. Poussanges
9. Saint-Martial-le-Vieux
10. Saint-Merd-la-Breuille
11. Saint-Oradoux-de-Chirouze